# دوستان وقت گل آن به که به عشرت کوشیم
غزلی با مطلعِ «دوستان وقت گل آن به که به عشرت کوشیم» غزل شمارهٔ ۳۷۶ از دیوانِ حافظ در تصحیحِ محمد قزوینی و قاسم غنی است.

## در اجراها
ایرج در برنامهٔ شمارهٔ ۱۴ از مجموعهٔ گل‌های تازه این غزل را در دستگاهِ همایون، محمود محمودی خوانساری در برنامهٔ شمارهٔ ۱۳۷ از همان مجموعه در آوازِ بیات ترک و غلامحسین بنان در برنامهٔ شمارهٔ ۲۴۲ از مجموعهٔ گل‌های رنگارنگ این غزل را در دستگاهِ شور اجرا کرده‌اند.